# Spider-Man 2 - Music From And Inspired By
«Spider-Man 2 - Music From And Inspired By» es un álbum de banda sonora de varios artistas, perteneciente a la película Spider-Man 2 (2004) de Sam Raimi, lanzado el 22 de junio de 2004 por medio de Columbia Records y Sony Music Soundtrax.
Al igual que su predecesor, el álbum incluye dos temas que forman parte de la banda sonora de la película, compuestos por Danny Elfman, aunque la partitura sería publicada poco después, bajo el nombre de «Spider-Man 2 (Original Motion Picture Score)».
Fue producido por Glen Brunman, Lia Vollack y Laura Z. Wasserman, y precedido por dos sencillos: «Vindicated» del grupo estadounidense de rock alternativo Dashboard Confessional y «Ordinary» de la banda de pop rock Train.

## Composición
El entonces productor de Sony Music Soundtrax, Glen Brunman, explicó que buscaba crear un álbum cohesivo de rock moderno, tal y cómo ocurrió con su predecesor, pero que al mismo tiempo fuese lo más fiel a la película y lo que representa el personaje, desde su responsabilidad cómo superhéroe y sus problemas personales:

«Intentamos crear algo fiel a la película y a lo que representa el personaje. Spider-Man es un superhéroe diferente, un hombre del pueblo. Y por eso pudimos conseguir canciones tan geniales para ambos álbumes. [...] Tuvimos una oportunidad única gracias al amor y atractivo universal de Spider-Man. Llegaron canciones de todo el mundo para el álbum, pero el proceso de selección fue sumamente orgánico.»

Al igual que su predecesor, la mayoría de canciones del álbum no aparecieron en la película, exceptuando los temas «Hold On» de la banda australiana Jet en la escena dónde Peter Parker se alista para ir a la obra de teatro de Mary Jane, y «Raindrops Keep Fallin' on My Head» de B. J. Thomas en la escena que Peter rehace su vida luego de renunciar a ser Spider-Man y sus responsabilidades cómo superhéroe.Por otro lado, los sencillos principales del álbum, «Vindicated» y «Ordinary» aparecen en los créditos finales de la película.

## Promoción
Contrastando con su predecesor, Sony optó por publicitar un total de 11 versiones internaciones del álbum en todo el mundo, lo que conllevó a que múltiples canciones fuesen lanzados cómo sencillos en diferentes países y regiones.
Mientras que la versión estadounidense y canadiense tuvieron cómo sencillos los temas «Vindicated» de Dashboard Confessional y «Ordinary» de Train, en Europa fueron promocionados «Meant to Live» de la banda británica Switchfoot y «We Are» de la artista sueca Ana Johnsson.
El entonces presidente de Sony Music Glen Brunman, explicó que uno de los principales objetivos con «Spider-Man 2 - Music From And Inspired By» era dar a conocer a artistas seleccionados por Sony en el álbum en múltiples mercados.
Por otro lado, la presidenta de Worldwide Music for Sony Pictures, Lia Vollack, explicó a Variety que trabajó con el equipo de marketing para seleccionar bandas locales de diferentes regiones del mundo para lograr una mayor difusión en los mercados globales. Además, coincidió en que el álbum era un elemento importante para promocionar la película:

«Hace aproximadamente un año, empezamos a hablar con nuestro equipo de marketing internacional del sector cinematográfico y hablamos de incorporar canciones locales para que Spider-Man se sintiera parte de la cultura local. Se pidió a los profesionales del cine que hablaran con sus homólogos de Sony Music y viceversa, y pronto empezamos a recibir propuestas. [...] Los artistas debían enviar maquetas y, en el caso de artistas extranjeros, la traducción al inglés de sus letras. Las canciones se les presentaron a los productores, y luego se enviaron al director de fotografía Sam Raimi y a Avi Arad de Marvel. [...] El álbum es una forma de llegar a la gente. La música te conmueve de una forma ligeramente distinta a la de un simple anuncio de televisión. Incluir artistas locales en el álbum en cada territorio es una forma de enfatizar su alcance global y, al mismo tiempo, que funcione a nivel de territorio.»

## Sencillos
«Vindicated» de Dashboard Confessional fue promocionado como el sencillo principal del álbum. Alcanzó la cima de una lista mundial de bandas sonoras en junio de 2004 y el top 20 de una lista de rock moderno mundial y estadounidense.
«Ordinary» de Train fue lanzado como el segundo sencillo del álbum, acompañado de una versión Radio Edit. Estuvo en el Top 40 de singles para adultos de Estados Unidos. En el DVD oficial de la película, la canción fue incluida en el material adicional, acompañada de su video musical. Meses más tarde, sería agregado como una pista adicional en el primer álbum en vivo de la banda, «Alive at Last», acompañado de «New Sensation».
«We Are» de Ana Johnsson fue un gran éxito en Europa, y se ubicó en casi todos los países europeos. El video musical de la canción fue estrenado a mediados de 2004 e incluyó algunas escenas de la película.
«I Am» de Killing Heidi se agregó a la edición australiana del álbum y fue lanzado como sencillo en el país. Debutó y alcanzó el puesto número 16 en las listas ARIA el 19 de julio de 2004.

## Lista de canciones
| Spider-Man 2 - Music From And Inspired By: Edición Estándar |                                              |                        |          |  |
| N.º                                                         | Título                                       | Artista(s)             | Duración |  |
| 1.                                                          | «Vindicated»                                 | Dashboard Confessional | 3:19     |  |
| 2.                                                          | «Ordinary»                                   | Train                  | 3:33     |  |
| 3.                                                          | «Did You»                                    | Hoobastank             | 3:18     |  |
| 4.                                                          | «Hold On»                                    | Jet                    | 4:03     |  |
| 5.                                                          | «Gifts And Curses»                           | Yellowcard             | 5:07     |  |
| 6.                                                          | «Woman»                                      | Maroon 5               | 5:08     |  |
| 7.                                                          | «This Photograph Is Proof (I Know You Know)» | Taking Back Sunday     | 4:12     |  |
| 8.                                                          | «Give It Up»                                 | Midtown                | 3:42     |  |
| 9.                                                          | «Lucky You»                                  | Lostprophets           | 4:25     |  |
| 10.                                                         | «Who I Am»                                   | Smile Empty Soul       | 3:14     |  |
| 11.                                                         | «The Night That The Lights Went Out In NYC»  | The Ataris             | 3:35     |  |
| 12.                                                         | «We Are»                                     | Ana Johnsson           | 3:55     |  |
| 13.                                                         | «Someone To Die For» (feat. Brian May)       | Jimmy Gnecco           | 5:07     |  |
| 14.                                                         | «Spidey Suite»                               | Danny Elfman           | 4:00     |  |
| 15.                                                         | «Doc Ock Suite»                              | Danny Elfman           | 3:52     |  |
| 1:00:30                                                     |                                              |                        |          |  |

### Versiones Internacionales
| Spider-Man 2 - Music From And Inspired By: Edición de Estados Unidos |                                     |             |          |  |
| N.º                                                                  | Título                              | Artista(s)  | Duración |  |
| 16.                                                                  | «Raindrops Keep Falling on My Head» | B.J. Thomas | 3:14     |  |
| 1:03:44                                                              |                                     |             |          |  |

| Spider-Man 2 - Music From And Inspired By: Edición Internacional |                                        |              |          |  |
| N.º                                                              | Título                                 | Artista(s)   | Duración |  |
| 12.                                                              | «Meant to Live»                        | Switchfoot   | 3:22     |  |
| 13.                                                              | «We Are» (Video Version)               | Ana Johnsson | 3:55     |  |
| 14.                                                              | «Someone To Die For» (feat. Brian May) | Jimmy Gnecco | 5:07     |  |
| 15.                                                              | «Spidey Suite»                         | Danny Elfman | 4:00     |  |
| 16.                                                              | «Doc Ock Suite»                        | Danny Elfman | 3:52     |  |
| 1:03:52                                                          |                                        |              |          |  |

| Spider-Man 2 - Music From And Inspired By: Edición de Japón y Taiwán |                |                |          |  |
| N.º                                                                  | Título         | Artista(s)     | Duración |  |
| 17.                                                                  | «She Spider»   | Mew            | 3:47     |  |
| 18.                                                                  | «Web Of Night» | T.M.Revolution | 3:55     |  |
| 1:11:34                                                              |                |                |          |  |

| Spider-Man 2 - Music From And Inspired By: Edición de Polonia |                    |            |          |  |
| N.º                                                           | Título             | Artista(s) | Duración |  |
| 17.                                                           | «Chroń To Co Masz» | PtakY      | 4:18     |  |
| 1:08:10                                                       |                    |            |          |  |

| Spider-Man 2 - Music From And Inspired By: Edición de Brasil y Europa |                        |            |          |  |
| N.º                                                                   | Título                 | Artista(s) | Duración |  |
| 17.                                                                   | «Theme From Spiderman» | Jota Quest | 2:50     |  |
| 1:06:42                                                               |                        |            |          |  |

| Spider-Man 2 - Music From And Inspired By: Edición de Indonesia (Casete) |              |            |          |  |
| N.º                                                                      | Título       | Artista(s) | Duración |  |
| 17.                                                                      | «She Spider» | Mew        | 3:47     |  |
| 18.                                                                      | «Cry Out»    | Edane      | 3:13     |  |
| 1:10:52                                                                  |              |            |          |  |

| Spider-Man 2 - Music From And Inspired By: Edición de Austria |            |                    |          |  |
| N.º                                                           | Título     | Artista(s)         | Duración |  |
| 17.                                                           | «Castaway» | Lost Soul Division | 4:17     |  |
| 1:08:09                                                       |            |                    |          |  |

| Spider-Man 2 - Music From And Inspired By: Edición Argentina (CD Extra) |                                       |                |          |  |
| N.º                                                                     | Título                                | Artista(s)     | Duración |  |
| 1.                                                                      | «Or Is It Simply That You Are Queer?» | Alfredo Casero | 2:19     |  |
| 2.                                                                      | «Spider-Man»                          | Alfredo Casero | 2:31     |  |
| 4:50                                                                    |                                       |                |          |  |

#### Omisiones
- El sencillo «Let Me Go» de 3 Doors Down, fue originalmente escrito para la banda sonora, pero se canceló su inclusión.[26]
- La canción «Where I Belong» de Sia, iba a sumarse a la banda sonora, pero debido a un conflicto con el sello discográfico, se retiró su inclusión. La portada del sencillo presenta a Sia vestida con un disfraz de Spider-Man.[27]
- Los créditos finales de la película incluyeron una versión del tema de la serie animada de 1967, interpretada por el cantante canadiense Michael Bublé. Si bien no aparece en el álbum, fue lanzado como sencillo para promover la película, y contenía remezclas hechas por Junkie XL y Ralphi Rosario.

## Créditos
Adaptados del booklet de «Spider-Man 2 - Music From And Inspired By».
Vindicated
- Interpretado por Dashboard Confessional.
- Escrito por Christopher Carrabba.
- Publicado por Hey Did She Ask Me About Me Music (ASCAP); New Columbia Pictures Music, Inc. admin. por Sony/ATV Tunes LLC (ASCAP).
- Producido, Grabado y Mezclado por Don Gilmore.
- Ingeniería Adicional y Pro-Tools por Daniel Mendez.

Dashboard Confessional
- Chris Carrabba: Voz, Guitarra y Teclados.
- Scott Schoenbeck: Bajo.
- John Lefler: Guitarra y Teclados.
- Mike Marsh: Batería y Percusión.

Cortesía de Vagrant Records
℗ 2004 Interscope Records
Ordinary
- Interpretado por Tain.
- Escrito por Pat Mohanan y Bart Hendrickson.
- Publicado por EMI April Music Inc. o/b/o Itself y Blue Lamp Music (ASCAP); Bartly Music, admin. por Train Music, LLC d/b/a Blue Lamp Music (ASCAP); New Columbia Pictures Music, Inc. Admin. por Sony/ATV TunesLLC (ASCAP).
- Producido y Grabado por Don Gilmore.
- Ingeniería Adicional y Pro-Tools por Daniel Mendez.
- Programación por Bart Hendrickson.
- Arreglo de cuerdas por David Campbell.
- Mezclado por Andy Wallace.
- Asistente de Mezcla: Fox Phelps.
- Pro-Tools por John O'Mahony.

Train
- Pat Mohanan: Voz.
- Jimmy Stafford: Voces de Fondo, Guitarra y Mandolina.
- Johnny Colt: Voces de Fondo y Bajo.
- Scott Underwood: Batería.
- Brandon Bush: Teclados.

℗ 2004 Columbia Records, a division of Sony Music Entertainment
Did You
- Interpretado por Hoobastank.
- Escrito por Douglas Robb, Markku Lappalainen, Daniel Estrin y Chris Heese.
- Publicado por WB Music Corp./Spread Your Cheeks y Push Out The Music (ASCAP). Todos los Derechos en nombre de Spread Your Cheeks y Push Out The Music administrados por WB Music Corp. (ASCAP)
- Producido por Howard Benson.
- Mezclado por Chris Lord-Alge.

Cortesía de Island Records
℗ 2004 The Island Def Jam Music Group
Hold On
- Interpretado por Jet.
- Escrito por Nic Cester.
- Publicado por Get-Jet Music, Inc. (ASCAP)
- Producido y Mezclado por Dave Sardy.

Cortesía de Elektra Records
℗ 2004 Elektra Entertainment Group Inc.
Gifts And Curses
- Interpretado por Yellowcard.
- Escrito por Ryan Key, Sean Mackin, Ben Harper, Peter Mosley y Longineu Parsons.
- Publicado por BMG Songs, Inc. o/b/o Itself y Bromuda Music (ASCAP); New Columbia Pictures Music, Inc., Admin. por Sony/ATV Tunes LLC (ASCAP)
- Producido, Grabado y Mezclado por Neal Avron.

Yellowcard
- Ryan Key: Voz, Guitarra y Piano.
- Sean Mackin: Violín y Voces de Fondo.
- Ben Harper: Guitarra líder y Voces de Fondo.
- Peter Mosley: Bajo y Voces de Fondo.
- Longineu Parsons: Batería.

Cortesía de Capitol Records
℗ 2004 Capitol Records, Inc.
Woman
- Interpretado por Maroon 5.
- Escrito por Adam Levine.
- Publicado por Careers-BMG Music Publishing, Inc./February 22 Music (BMI); BMG Songs, Inc./Valentine Valentine (ASCAP).
- Producido por Mark Baston.
- Mezclado por Manny Marroquin.

Cortesía de Octone/J Records
℗ 2004 OctJay LLC
This Photograph Is Proof (I Know You Know)
- Escrito e Interpretado por Taking Back Sunday.
- Publicado por I Feel Like I'm Taing Crazy Pills, Inc. (ASCAP)
- Producido y Mezclado por Lou Giordano.

Cortesía de Victory Records
℗ 2004 Victory Records, Inc.
Give It Up
- Interpretado por Midtown.
- Letras por Gabriel Saporta.
- Música por Midtown.
- Publicado por Midtown Rock Music (ASCAP).
- Producido por Butch Walker.
- Mezclado por Jay Baumgardner.
- Ingeniería por Russ T.

℗ 2004 Sony Music Entertainment Inc.
Lucky You
- Escrito e Interpretado por Lostprophets.
- Publicado por Goonies Never Say Die (ASCAP).
- Producido y Mezclado por Eric Valentine.
- Ingeniería por Eric Valentine y Kevin Augunas.
- Ingeniería Adicional por Joe Barresi.

℗ 2003 Visible Noise Limited - Sony Music Exclusive Licensing
Who I Am
- Interpretado por Smile Empty Soul.
- Escrito por Sean Danielsen y John Lewis Parker.
- Publicado por Good Hates Me Music (BMI); Parker's Pen/Songs of Windswept Pacific (BMI).
- Producido por John Lewis Parker.
- Grabado por Chris Shaw.
- Mezclado por David J. Holman.
- Edición Digital por Eric Tew y David J. Holman.

Cortesía de Lava Records LLC
℗ 2004 Lava Records LLC
The Night That The Lights Went Out In NYC
- Interpretado por The Ataris.
- Escrito por Kris Roe.
- Publicado por End Is Forever Music (SESAC); Lady Pegasus Music, Inc., admin. por Sony/ATV Sounds LLC (SESAC).
- Producido y Mezclado por Lou Giordand.
- Producción Adicional por Thom Flowers.
- Ingeniería por Todd Parker.

℗ 2004 Sony Music Entertainment Inc.
Meant to Live
- Interpretado por Switchfoot.
- Escrito por Joe Foreman y Tim Foreman.
- Publicado por Meadowgreen Music Company/Sugar Pete Songs (ASCAP), Todos los Derechos administrados por EMI Christian Music Publishing. Todos los Derechos Reservados. Usado con permiso.
- Producido por John Fields y Switchfoot.
- Grabado por John Fields.
- Mezclado por Chris Lord-Alge.

℗ 2003 Columbia Records, a division of Sony Music Entertainment
We Are
- Interpretado por Ana Johnsson.
- Escrito por Jörgen Elofsson y Andreas Carlsson.
- Publicado por BMG Music Publishing Scandinavia AB; Warner/Chappel Music Scandinavia AB.
- Producido, Arreglo, Grabado y Mezclado por Martin Hansen y Mikael Nord Andersson para Nordhansen Productions.
- Arreglo de Cuerdas y Dirección por Rutger Gunnarsson.
- Cuerdas por Stockholm Session Strings.

℗ 2004 Sony Music Entertainment (Germany) GmbH & Co. KG
Someone To Die For
- Interpretado por Jimmy Gnecco, con Brian May.
- Letras por Alain Johaness, Natasha Shneider y Chris Cornell.
- Música por Alain Johaness y Natasha Shneider.
- Publicado por Famous Music Corporation o/b/o Itself, Channel This Music y JS Bond (ASCAP); Disappearing One Music (ASCAP).
- Producido por Rick Rubin.
- Mezclado por Jason Lader.
- Grabado por Jason Lader, Thom Russo y Justin Shirley-Smith.
- Ingeniería Adicional por Kris Fredriksson.
- Pro-Tools por Kris Fredriksson.

Jimmy Gnecco aparece por cortesía de Interscope Records.
Brian May aparece por cortesía de Hollywood Records (Solo U.S. y Canadá)
℗ 2004 Interscope Records
Spidey Suite
- Escrito y Producido por Danny Elfman.
- Publicada por Colpix Music, Inc. (BMI) admin. por Sony/ATV Songs, LLC (BMI).
- Orquestaciones por Steve Bartek, Edgardo Simone, David Slonaker y Mark McKenzie.
- Supervisor MIDI y Preparación por Marc Mann.
- Partitura Grabada y Mezclada por Dennis Sands.
- Editor Musical: Bill Abbott.
- Edición Digital: Shie Rozow.

Doc Ock Suite
- Escrito y Producido por Danny Elfman.
- Publicada por Colpix Music, Inc. (BMI) admin. por Sony/ATV Songs, LLC (BMI).
- Orquestaciones por Steve Bartek, Edgardo Simone, David Slonaker y Mark McKenzie.
- Supervisor MIDI y Preparación por Marc Mann.
- Partitura Grabada y Mezclada por Dennis Sands.
- Editor Musical: Bill Abbott.
- Edición Digital: Shie Rozow.

## Listas de Popularidad

#### Listas Semanales
| Lista (2004)                                 | Máxima posición |
| -------------------------------------------- | --------------- |
| Alemania (Offizielle Top 100)                | 83              |
| Australia (ARIA)                             | 25              |
| Australia (Ö3 Austria)                       | 22              |
| Canadá (Billboard)                           | 15              |
| Estados Unidos (Billboard 200)               | 7               |
| Estados Unidos (Billboard Soundtrack Albums) | 1               |
| Suiza (Schweizer Hitparade)                  | 35              |

#### Listas de fin de año
| Chart (2004)                                 | Position |
| -------------------------------------------- | -------- |
| Estados Unidos (Billboard 200)               | 127      |
| Estados Unidos (Billboard Soundtrack Albums) | 4        |

## Certificaciones
| País (Organismo certificador) | Certificaciones | Ventas certificadas | Ref.   |
| ----------------------------- | --------------- | ------------------- | ------ |
| Estados Unidos (RIAA)         | Oro             | 500,000             | [ 34 ] |